# Brandon Lowe
Brandon Norman Lowe (Suffolk, Virginia, 6 de julio de 1994), más conocido como Brandon Lowe, es un jugador profesional estadounidense de béisbol que se desempeña en la posición de segunda base en Tampa Bay Rays, equipo de las Grandes Ligas de Béisbol (MLB). Logró obtener el premio Segundo Equipo All-MLB.

## Carrera
En 2018, Lowe comenzó a jugar como profesional en Tampa Bay Rays, equipo donde lleva jugando siete temporadas.

## Premios
En 2020, fue galardonado con el premio Segundo Equipo All-MLB.